# قناة بصرية

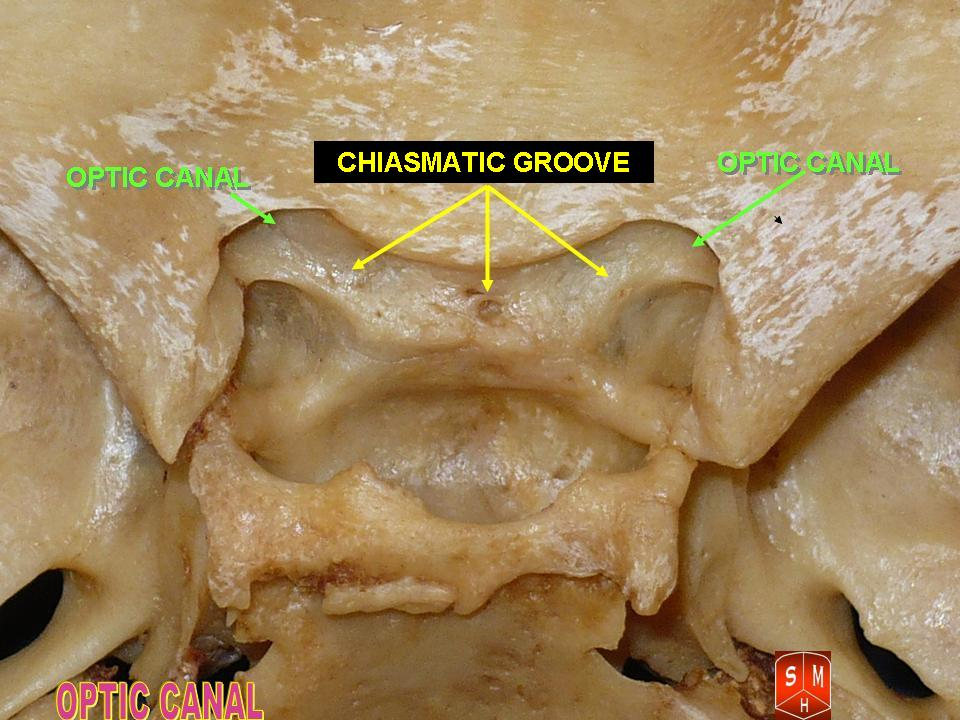
Optic canal (القناة البصرية)Optic chiiasma (التلم التصالبي)

القناة البصرية (بالإنجليزية: Optic canal) هي قناة أنبوبية قصيرة، ضيقة نسبيا، توجد في الجناح الصغير للعظم الوتدي عند قمة الرأس، العظم الحجاجي يمر من خلال القناة البصرية العصب البصري (متجها للخلف ناحية المخ) والشريان العيني (حيث يدخل خلال العظم الحجاجي)؛ تسمى أيضا القناة البصرية بالنفق البصري أو الثقبة البصرية للعظم الوتدي.

## الحدود
الثقبة البصرية هي فتحة تؤدي إلى القناة البصرية.

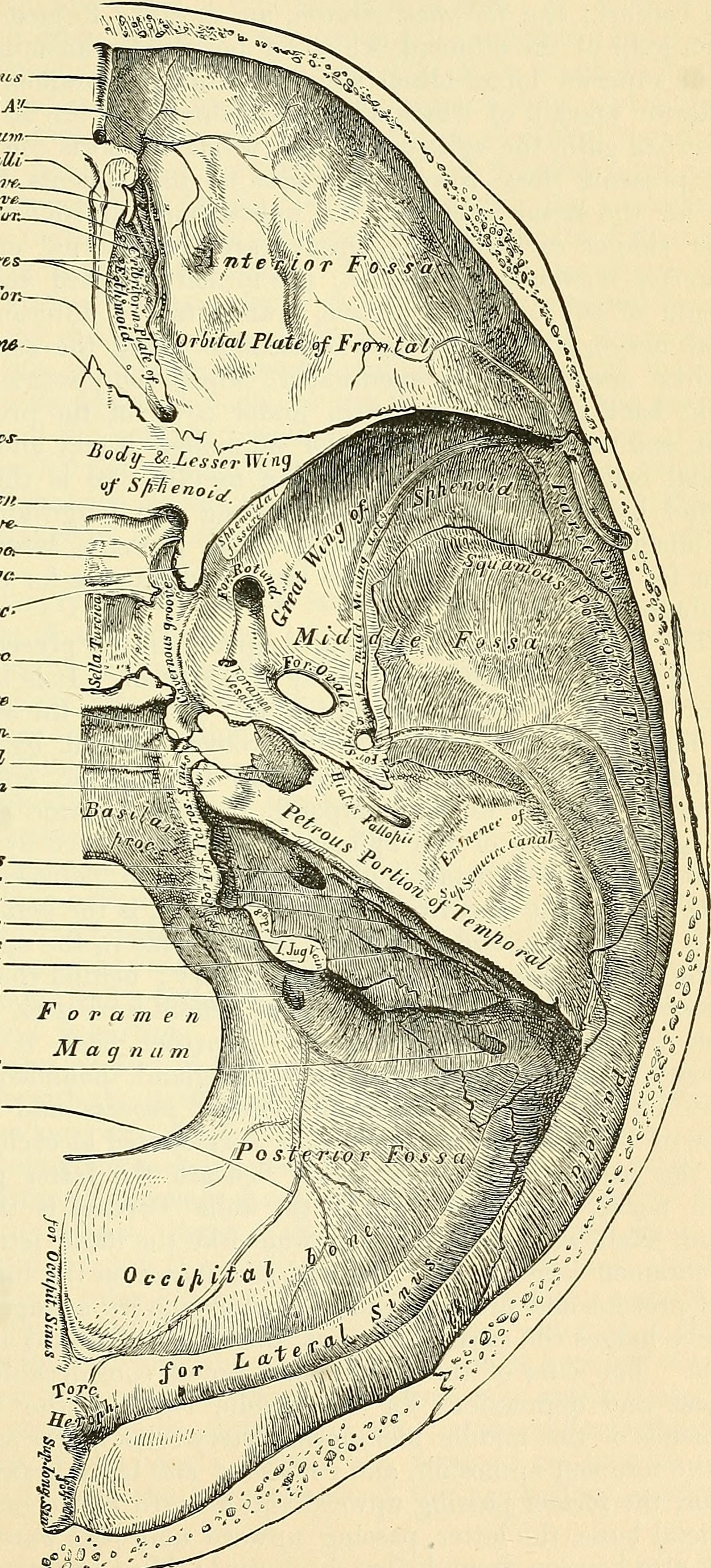
العظم الوتدي (الجسم و الجناح الصغير)

القناة البصرية تقع في العظم الوتدي ؛ حيث أن القناة محاطة من الزاوية الأنسية (الوسطية) بجسم العظم الوتدي و من الزاوية الوحشية (الجانبية) بالجناح الصغير للعظم الوتدي.
السطح العلوي للعظم الوتدي محاط من الخلف بحافة، بيحث أنها تشكل الحافة الأمامية ل ثلم (أخدود) ضيق، مستعرض، يسمى الثلم التصالبي (الثلم البصري)، من فوق والخلف حيث يقع التصالبة البصرية؛ الثلم البصري ينتهي على كلا الجانبيين للثقبة البصرية، الذي ينقل العصب البصري والشريان العيني (مع الألياف العصبية السمبثاوية الودية المرافقة) إلى جوف الحجاج (التجويف المداري).
بالمقارنة مع العصب البصري، الشريان العيني يقع في الجزء السفلي الجانبي من القناة البصرية. يبلغ طول القناة البصرية 4-- 10 ميليميتر، القنة البصرية اليمنى واليسرى يبعدان عن بعضهما مسافة 25 ميليميتر من الخلف و 30 ميليميتر من الأمام. تتخذا القناتان نفسهما شكل قمعي (ضيقة من الأمام).

## معرض صور

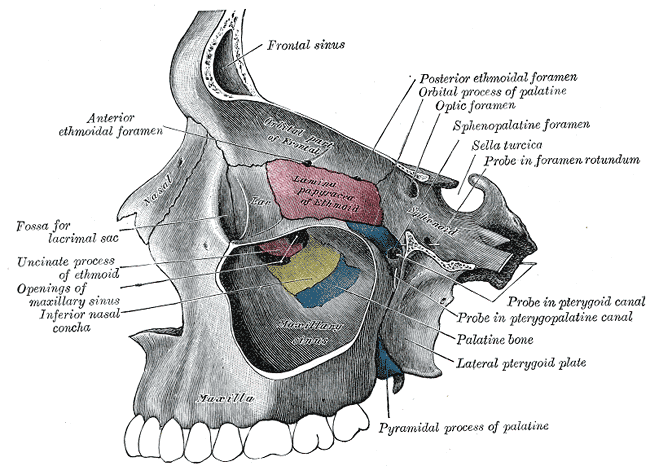
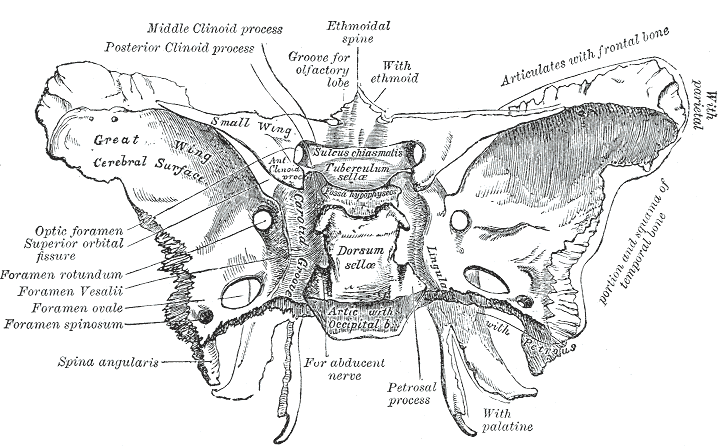
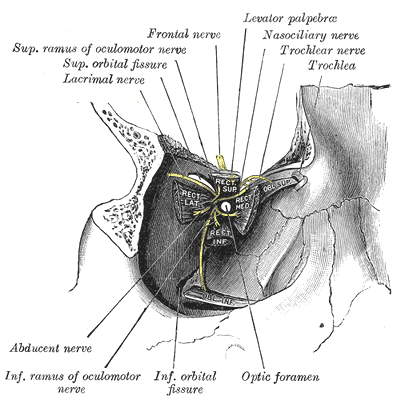